# Platyeutidium angulare
Platyeutidium angulare är en skalbaggsart som först beskrevs av Lewis 1899.  Platyeutidium angulare ingår i släktet Platyeutidium och familjen stumpbaggar. Inga underarter finns listade i Catalogue of Life.